# Gabriel Kaspereit
Gabriel Kaspereit est un homme politique français né le 21 juin 1919 à Paris et mort le 1er août 2006 à Neuilly-sur-Seine. Il est député (UNR, UDR, RPR) de Paris de 1961 à 1997, secrétaire d'État à la Moyenne et Petite industrie de 1969 à 1972 et maire du 9e arrondissement de Paris de 1983 à 2001.

## Biographie
Gabriel Kaspereit est élève aux lycées Pasteur à Neuilly-sur-Seine et Lakanal à Sceaux. Il intègre l'École d'application de l'arme blindée en 1939. Officier d'active de 1940 à 1946, il est directeur commercial à la société des Biscuits Brun-Pâtes La Lune de 1952 à 1961.
Il est secrétaire d'État auprès du ministre du Développement industriel et scientifique Bernard Lafay à partir du 20 juin 1969 puis secrétaire d'État à la Moyenne et Petite industrie du 23 juillet 1969 au 5 juillet 1972 dans le gouvernement de Jacques Chaban-Delmas. Il s'efforce de définir une politique cohérente de soutien et de développement de l'artisanat.

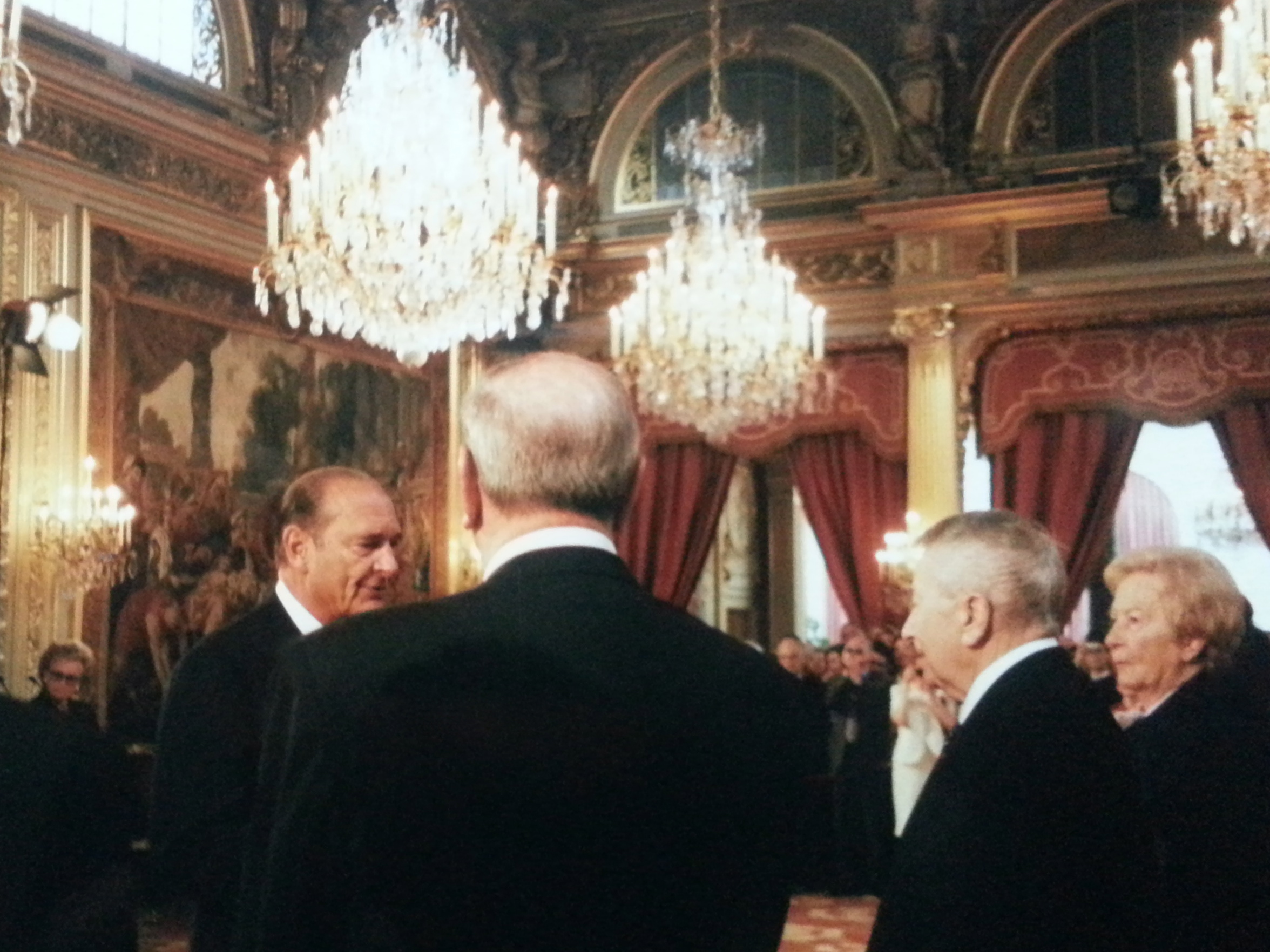
Le président de la République Jacques Chirac remet la Légion d'honneur à Gabriel Kaspereit en 2003.

Élu du 9e arrondissement de Paris pendant 40 ans, il est député sous les étiquettes de l'Union pour la nouvelle République (UNR), l'Union pour la défense de la République (UDR), le Rassemblement pour la République (RPR)). Il est maire du 9e arrondissement de Paris de 1983 à 2001. En 2001, il rejoint la Fédération internationale des associations de personnes âgées (FIAPA), où il occupe les fonctions de trésorier sous la présidence de Giuseppe Bertoldi puis d'Albert Magarian jusqu'en 2006.

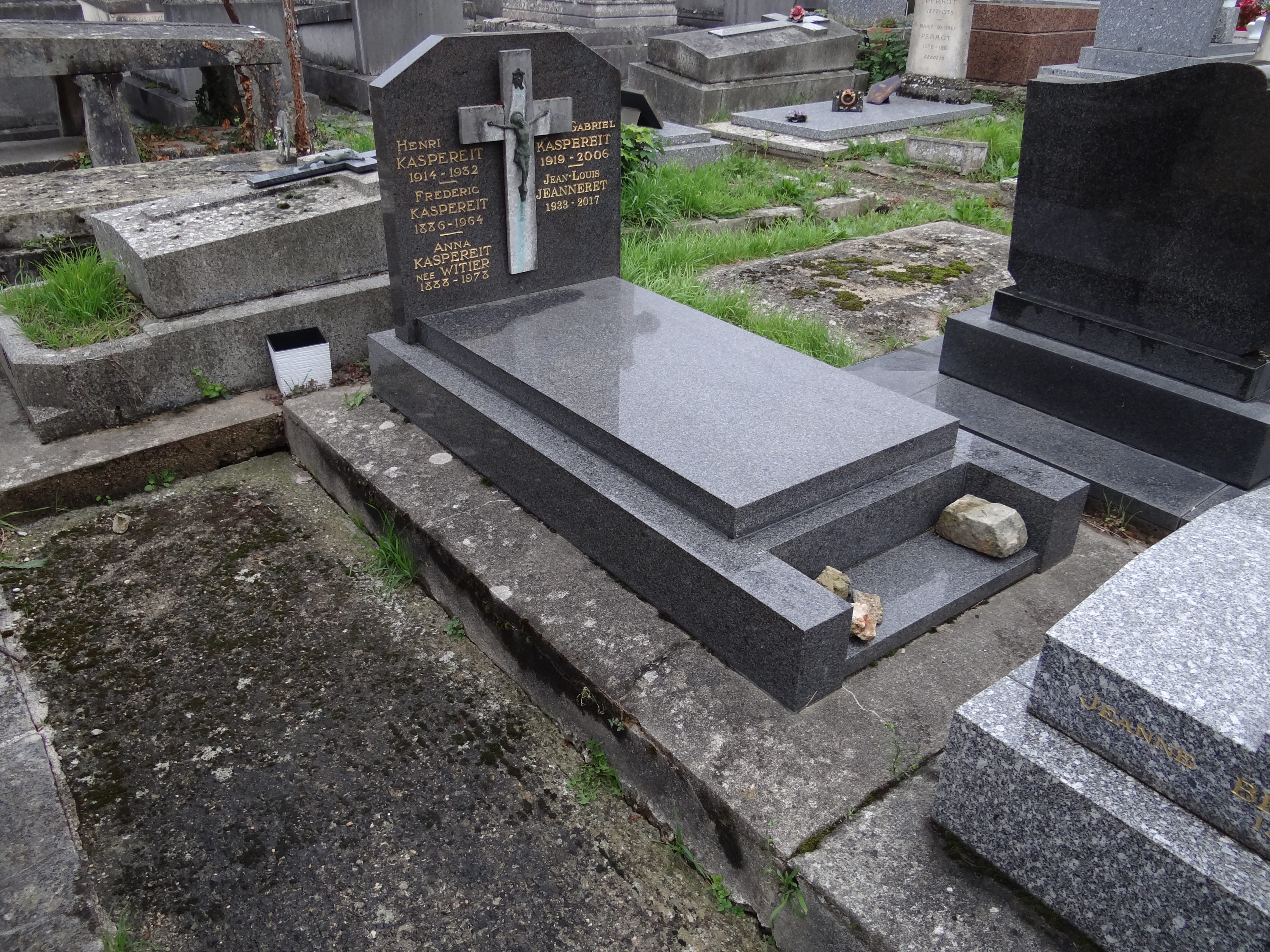
La tombe de Gabriel Kaspereit au cimetière de Longpont-sur-Orge (Essonne).

Il meurt en 2006 et son épouse Christiane en 2020. Il est l'oncle du pianiste et chef d'orchestre François Weigel.

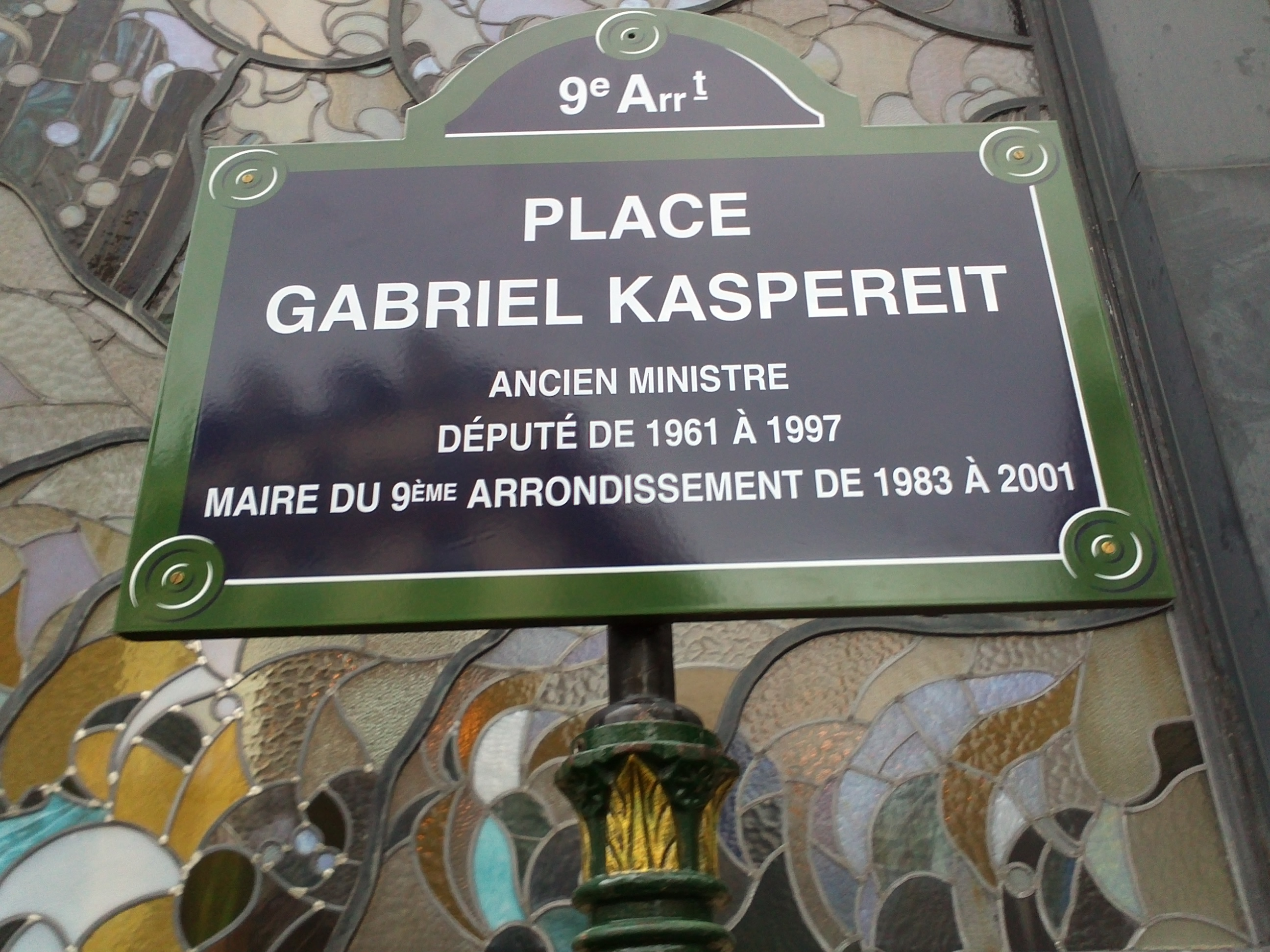
Place Gabriel-Kaspereit à Paris.

Le 20 juin 2013, une place est inaugurée à son nom dans le 9e arrondissement (à l'intersection des avenue Frochot et de la rue Frochot, de la rue Victor-Massé et de la rue Henry-Monnier). 

## Mandats et fonctions
- Membre du comité directeur des républicains-sociaux de 1955 à 1958
- Secrétaire général de la Fédération de Paris de 1955 à 1958
- Membre du comité central de l'Union pour la nouvelle République (UNR) en 1959
- Député de Paris (7e circonscription, 9e arrondissement) de 1961 à 1969
- Conseiller de Paris (9e arrondissement) à partir de 1965
- Conseiller général de la Seine de 1965 à 1968
- Administrateur du conseil d'administration du district de la région parisienne de 1967 à 1973
- Représentant de la France au Parlement européen (1967-1969), (1973-1979), 1983-1984)
- Secrétaire d'État à la Moyenne et Petite Industrie et à l'Artisanat de 1969 à 1972
- Président du conseil d'administration du District de la région parisienne de 1973 à 1974
- Député de Paris du Rassemblement pour la République (RPR) de 1973 à 1997
- Président de la Commission des relations économiques extérieures de 1974 à 1979
- Conseiller régional d'Île-de-France de 1976 à 1986
- Conseiller de Paris à partir de 1977
- Adjoint au maire de Paris de 1977 à 1995
- Chargé des Affaires économiques et de l'Emploi de la ville de Paris de 1979 à 1984
- Vice-président du groupe RPR de l'Assemblée nationale de 1981 à 1986
- Maire du 9e arrondissement de la ville de Paris de 1983 à 2001
- Membre des assemblées du Conseil de l'Europe et de l'Union de l'Europe occidentale de 1993 à 1997
- Trésorier de la Fédération internationale des associations de personnes âgées (Fiapa) de 2001 à 2006

## Décorations
- Officier de la Légion d'honneur
- Commandeur de l'ordre national du Mérite
- Croix de guerre 1939–1945
- Médaille de la Résistance française par décret du 14 juin 1946[3]
- Croix du combattant volontaire de la guerre de 1939–1945